# Karl Andreas von Jasmund
Karl Andreas von Jasmund alias Henning Andreas von Jasmund (* 1685 in Vorwerk; † 2. Mai 1752 in Tzschacksdorf) war ein polnisch-sächsischer General der Infanterie.

## Leben

### Herkunft und Familie
Karl Andreas war Angehöriger des ursprünglich rügischen, später in Mecklenburg und darüber hinaus verbreiteten Adelsgeschlechts von Jasmund. Seine Eltern waren Johann Wedige von Jasmund auf Vorwerk und Maria, geborene von Scheven.
Er vermählte sich mit Rahel Dorothea von Polenz († 1775) aus dem Hause Schernewitz, Tochter des Hans Christian von Polenz († 1716) und der Charlotte Elisabeth, geborene von Dallwitz. Aus der Ehe gingen zwei Töchter hervor.
- Caroline Christiane (1735–1767) ⚭ (uxI) 1752 Karl Johann Erdmann von Thielau (1724–1778), polnisch-sächsischer Oberstleutnant, Herr auf Neudöbern, Rettchensdorf und Ressen
- Henriette Rahel († 1791) ⚭ (uxII) 1768 Karl Johann Erdmann von Thielau (s. o.)[5]

### Werdegang
Jasmund begann seine Laufbahn in russischen Diensten, wo er bis zum Major avancierte und 1710 als solcher während des Großen Nordischen Kriegs in Polen für ein Jahr Quartier nahm und dort auch überwinterte. Er folgte 1712 Leberecht Jahnus († 1718) in sächsische Dienste, wo er 1713 Oberstleutnant wurde und dann Generaladjutant von Graf von Wackerbarth († 1734) war. Im Jahre 1723 errichtete Generalfeldmarschall Graf v. Flemming († 1728) ein Bataillon von vier Kompanien Infanterie, woraus nach Vereinigung mit einem Weimarschen Bataillon 1730 das Regiments zu Fuß „Prinz Xaver“ (Nr. 8) formiert wurde. Jasmund erhielt 1724 seine Beförderung zum Oberst und wurde gleichzeitig Kommandeur des 2. Regiment Garde. In dieser Regimentskommandeursstellung blieb er für 10 Jahre. Er stieg dann 1734 zum Generalmajor auf und zog 1737 mit dem sächsischen Hilfskorps nach Ungarn. Während des Ersten Schlesischen Krieges avancierte er 1740 zum Generalleutnant und wohnte allen Kampagnen der sächsischen Armee in Böhmen bei. Dabei kommandierte er die 2. Attacke bei Prag. 1742 eroberte er Deutschbrot und mit machte damit den Weg für die sächsischen Truppen durch Mähren frei, wo diese zum Stehen kam. Nach dem Breslauer Frieden 1742 erhielt er das Kommando in der Lausitz. Im Zweiten Schlesischen Krieg rückte er 1744 mit dem sächsischen Auxiliarkorps erneut in Böhmen ein und nahm 1745 an der Schlacht bei Strigau und der bei Kesselsdorf teil, wo ihm zwei Mal das Pferd erschossen und der Degen aus der Hand geschossen wurde. Im März 1746 wurde Jasmund zum General der Infanterie befördert und Chef eines Regiments zu Fuß. Schließlich erhielt er im Oktober 1748 von August III. einen goldenen Degen im Schätzwert von 800 Reichstalern und zog sich anschließend auf sein lausitzisches Gut Tzschacksdorf zurück, das nach seinem Tode je zur Hälfte in den Besitz seiner Enkel, den Kindern seiner älteren Tochter und seinen Schwiegersohn von Thielau überging.

### Schriften
- Kriegstagebuch (1685–1745)[9]